# Akiem

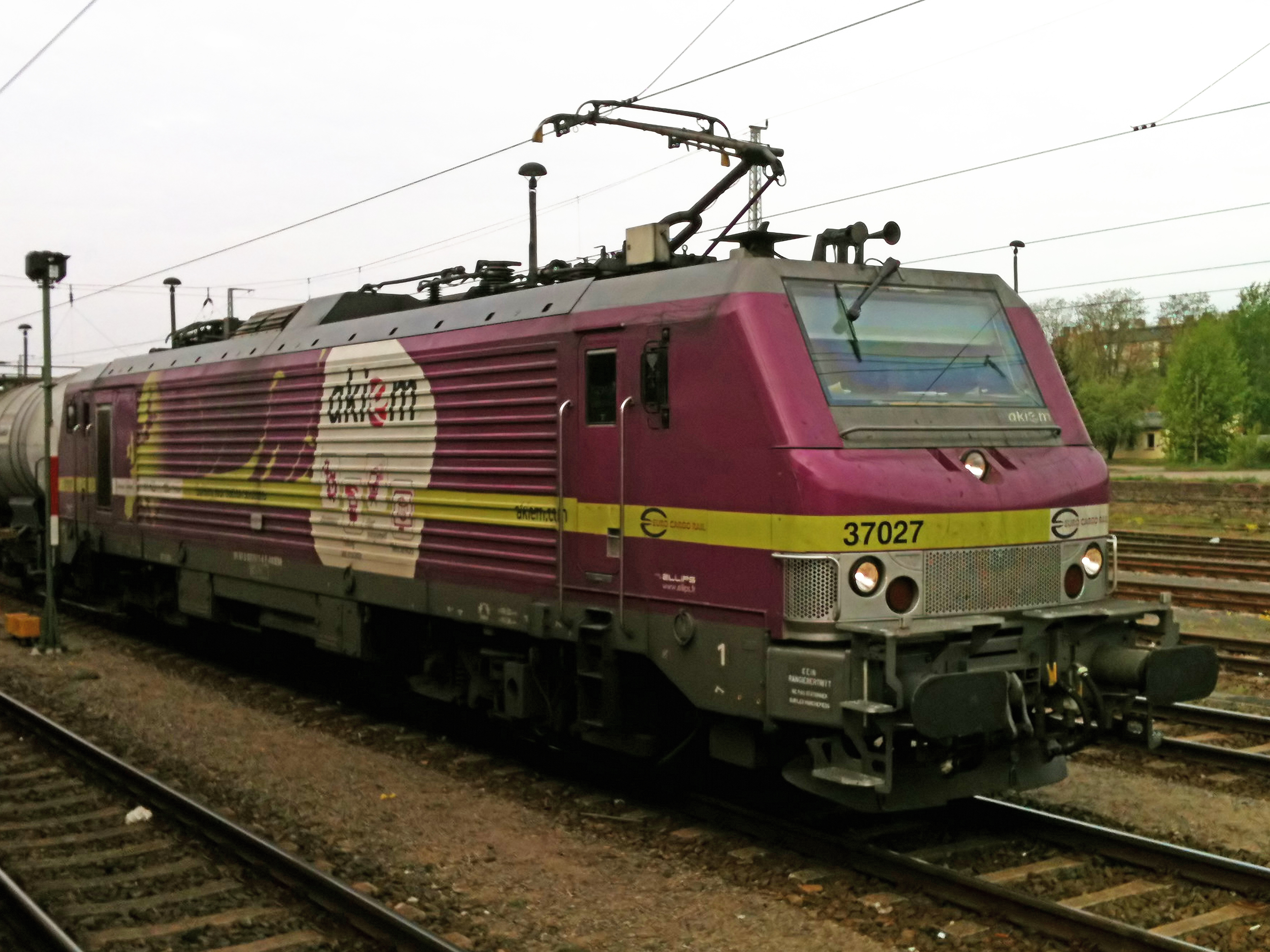
Akiem BB 37027 in Eberswalde, für Euro Cargo Rail im Einsatz

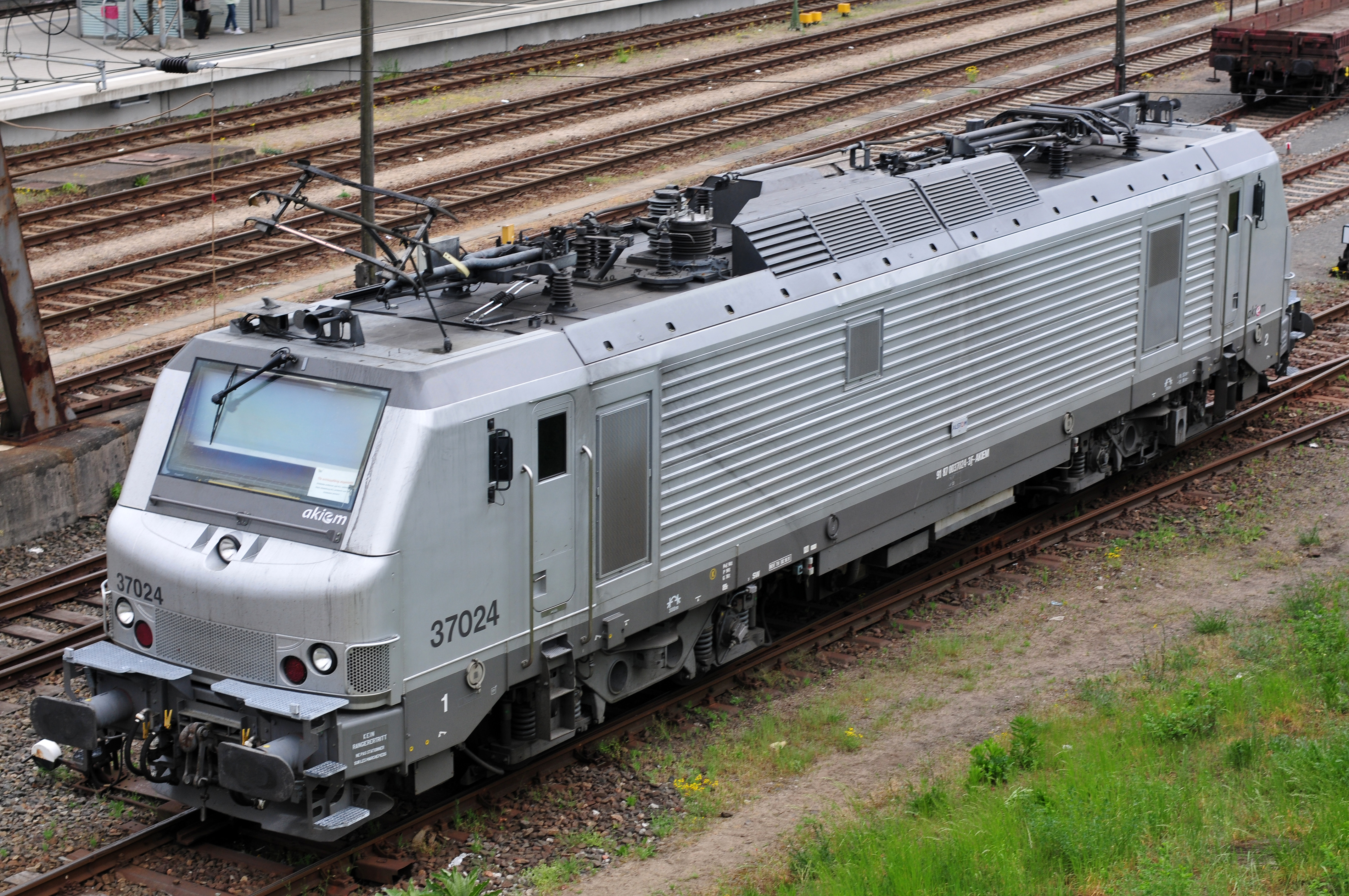
Havarierte Akiem 37024 in Eberswalde

Die Akiem S.A.S. mit Sitz in Saint-Ouen bei Paris ist eine französische Leasinggesellschaft für Lokomotiven. Das Unternehmen ist einer der führenden Vermieter von Lokomotiven auf dem kontinentaleuropäischen Bahnmarkt. Akiem ist im Besitz von insgesamt 600 Lokomotiven (Stand: 2021) und verfügt über Büros in Düsseldorf, Warschau und Budapest.
Kunden sind staatliche und private Bahngesellschaften im Industrie- und Transportgewerbe in den Ländern Frankreich, Belgien, Italien und Deutschland. Inhaber ist der Fonds CDPQ.

## Hintergrund
Das Unternehmen wurde im Dezember 2008 durch die Frachtsparte der SNCF unter dem Namen Société de gestion et valorisation de matériel de traction mit dem Ziel gegründet, überschüssige Lokomotiven der SNCF zu übernehmen und diese dann vermieten zu können (Vermietung überwiegend an die SNCF selbst und an ihre Tochtergesellschaften, aber auch an Wettbewerber). Das Investitionsbudget für die ersten fünf Jahre (inklusive Anschaffungskosten für die ursprünglichen 253 Lokomotiven, die von der SNCF für 438 Mio. € übernommen wurden) sollte laut Angaben bis zu 1030 Mio. € betragen.
Im Februar 2016 verkaufte die SNCF einen Anteil von 50 % an Eurotraction, einen von der DWS/Deutsche Bank verwalteten Infrastrukturfonds, für einen Wert von 700 Mio. Euro. Im Jahr 2017 kaufte Akiem die mgw Service Gruppe.
Im Februar 2020 erwarb Akiem ein von der australischen Finanzgruppe Macquarie verwaltetes europäisches Leasingportfolio mit 137 Lokomotiven, sowie Triebwagen und Waggons.

## Flotte
Akiem ist im Besitz von Elektro- und Diesellokomotiven und Zügen. Folgende Loks vermietet das Unternehmen an Eisenbahnverkehrsunternehmen:
| Lok                         | Länderausstattung | Lieferjahre | Antriebsart         |
| --------------------------- | --- | ----------- | ------------------- |
| Baureihe 185 (Traxx AC2)    | - 03 (D-AT): 598, 649–650 | 2009        | elektrisch          |
| Baureihe 186 (Traxx MS2E)   | - 07 (D-AT-B-NL): 381–387 - 07 (D-AT-PL): 261–267 - 13 (D-AT-PL-NL-CZ-SK-HU): 351–363 - 12 (D-B-F): 184–186, 188–191, 192–195, 260 | 2014–2018   | elektrisch          |
| Baureihe 187 (Traxx AC3)    | - 11 (D): 500–510 - 04 (D-AT-CH): 011–014 - 05 (D-AT-HU-RO): 520–524                                                               | 2017–2019   | elektrisch          |
| Baureihe 188 (Traxx MS3)    | D,A,I,B,PL,CZ,SK,HU,HR,SLO,RO,CH,NL                                                                                                | nach 2018   | elektrisch + Diesel |
| E 483 (Traxx DC2)           | - 20 (I): 483 301–320 - 05 (PL): 5170 060–064                                                                                      | 2015–2017   | elektrisch          |
| BB 27000 (Prima EL2U)       | - 80 (F): 27111–27180 | 2000–2006   | elektrisch          |
| BB 37000/37500 (Prima EL3U) | (F-D), (F-CH) | 2004–2006   | elektrisch          |
| BB 36000 (Astride)          | - 30 (B-F): 36001–36030 | 1996–2000   | elektrisch          |
| Class 77                    | (F), (F-D), (F-D-B) | -           | dieselelektrisch    |
| DE 18                       | F | 2018–2020   | dieselelektrisch    |
| BB 75000/100/300            | (F-D-CZ) | 2006–2010   | dieselelektrisch    |
| G 1206                      | (F), (F-D), (D-NL) | 2006–2013   | dieselhydraulisch   |
| G 1000                      | I | 2009–2010   | dieselhydraulisch   |
| BB 400                      | F | 2009–2011   | dieselelektrisch    |
| Y 8000                      | F | 1984–1988   | dieselhydraulisch   |

Ende 2018 vermietete Akiem seine Lokomotiven unter anderem an folgende Eisenbahnverkehrsunternehmen: HSL Logistik, CTL Logistics, Metrans, LTE, CER Cargo, Rail Cargo Group, Advanced World Transport (AWT) und Lineas.